# Ranunculus aberdaricus
Ranunculus aberdaricus är en ranunkelväxtart som beskrevs av Oskar Eberhard Ulbrich. Ranunculus aberdaricus ingår i släktet ranunkler, och familjen ranunkelväxter. Inga underarter finns listade i Catalogue of Life.